# 联邦主义

现在正式的联邦国家示意图（绿色表示）。

联邦主义（英語：Federalism）是一种一组成员联合在一起并有一个最高级治理机构的政治哲学，是國家政府與地區政府分享憲制上的主權，以及擁有不同事項的管轄權的政治體系。現在，澳大利亚、巴西和印度等都是实行联邦制的国家，而美國是實行了聯邦制最長久的國家。

## 類型
一般而言聯邦主義有以下分類：
- 合作联邦制（或州际联邦制）：合作联邦制是一种联邦政府、 邦政府、州政府、區域政府一起互相合作解决共同问题的制度。

德国和欧盟是特有的例子，因为德国的邦政府在联邦参议院拥有直接代表，而欧盟理事会由欧盟各个成员国各派一名代表组成。这样下级政府就直接向上介入到上一级的政策制定。
- 二元联邦制：二元联邦制指的是联邦政府和邦政府的权力有一个清晰的划分。

## 联邦国家代表

### 欧洲联邦制国家
欧洲有几个实行联邦制的国家，像瑞士、奥地利、德国和比利时。德国是世界上唯一的参议院既非选举也非任命，而是由各州直接派代表组成的。
在英国，一直以来就有人提议用联邦制来解决北爱尔兰问题和近期的西洛锡安问题。
随着二战的结束，有一些组织提议成立一个欧洲联邦，像欧洲联盟联邦党人，这些组织对欧洲的统一进程施加了自身的影响力，但并没有起决定性作用。
在欧洲的政治制度，欧洲联邦制党 （European Federalist Party）希望把欧盟变成一个联邦国家。

### 澳大利亚
在1901年1月1日澳大利亚成为一个联邦国家。

### 加拿大
聯邦以及各省的權限，分別列舉，凡是未被列舉者，視事權性質屬於全國性或著一省性決定歸屬。

### 美国

美国被分成五十个州，每个州都拥有不同的政府和权力。

美國單獨列舉聯邦的權限，剩餘權（也就是未保留的權限）保留給各州或者人民。

### 南非
僅列舉出各邦的權限，凡是未列舉事權皆推定屬於聯邦。

## 聯邦制度的特質
1. 以自主性政治實體為共同目標所組成的聯盟。
2. 立法權分屬全國性政府以及各分子邦政府。
3. 雙方在其領土範圍之中各自行使其法定權限。
4. 人民同時享有聯邦以及邦的雙重國籍公民身分。
5. 兩級政府皆擁有立法、司法、行政、文官體系等完整權限。
6. 聯邦在憲法權限上對邦具有優先性。